# خانه سیدان
خانه سیدان مربوط به دوره قاجار است و در مشهد، وحدت۲۱، کوچه غلام حیدر پاکسید، بلوک دوم واقع شده و این اثر در تاریخ ۱۱ مرداد ۱۳۸۴ با شمارهٔ ثبت ۱۲۳۷۹ به‌عنوان یکی از آثار ملی ایران به ثبت رسیده است.